# بيع مشروط
البيع المشروط هو صفقة عقارية يحدد فيها الأطراف شروطًا معينة.
وعادة ما تبدأ الصفقة العقارية العادية عندما يقدم المشتري المحتمل عرض شراء عقار من البائع. وكما هو الحال في العرض العادي، يحدد العرض المشروط شروط البيع مثل سعر الشراء وتاريخ الانتهاء وأسماء أطراف العقد ومقدار أي عربون مقدم مطلوب، ولكنه يحدد أيضًا الشروط المختلفة التي يجب الوفاء بها حتى يكون العقد ملزمًا للطرفين. وقد تتضمن هذه الشروط الحصول على موافقة المشتري المشترك، وأن يكون التمويل مقبولاً للمشتري واستلام ومراجعة المسح الذي يبين أن المباني تتماشى مع لوائح التنظيم المحلية وأن يظهر بحث الملكية عدم وجود رهن أو عبء غير مسموح به وتأكيد من المرتهن الحالي أن العقار لا يقع تحت طائلة نزع الملكية وما شابه. وفي حال قبول العرض من قبل البائع، فإن عرض الشراء يُصبح ملزمًا للطرفين بعد تلبية جميع الشروط.
وبديل البيع المشروط هو دعوة للتعاقد. ولا تصبح الدعوة للتعاقد ملزمة عند تلبية أي شروط على عكس البيع المشروط. وهناك قضايا خلافية محددة فيما يتعلق بالتمييز بين التصرفات التي تمثل عرضًا أو دعوة للتعاقد، وخصوصًا عندما لا تكون نوايا الأطراف محددة بوضوح في ذلك الوقت.